# Ctenocephalides felis

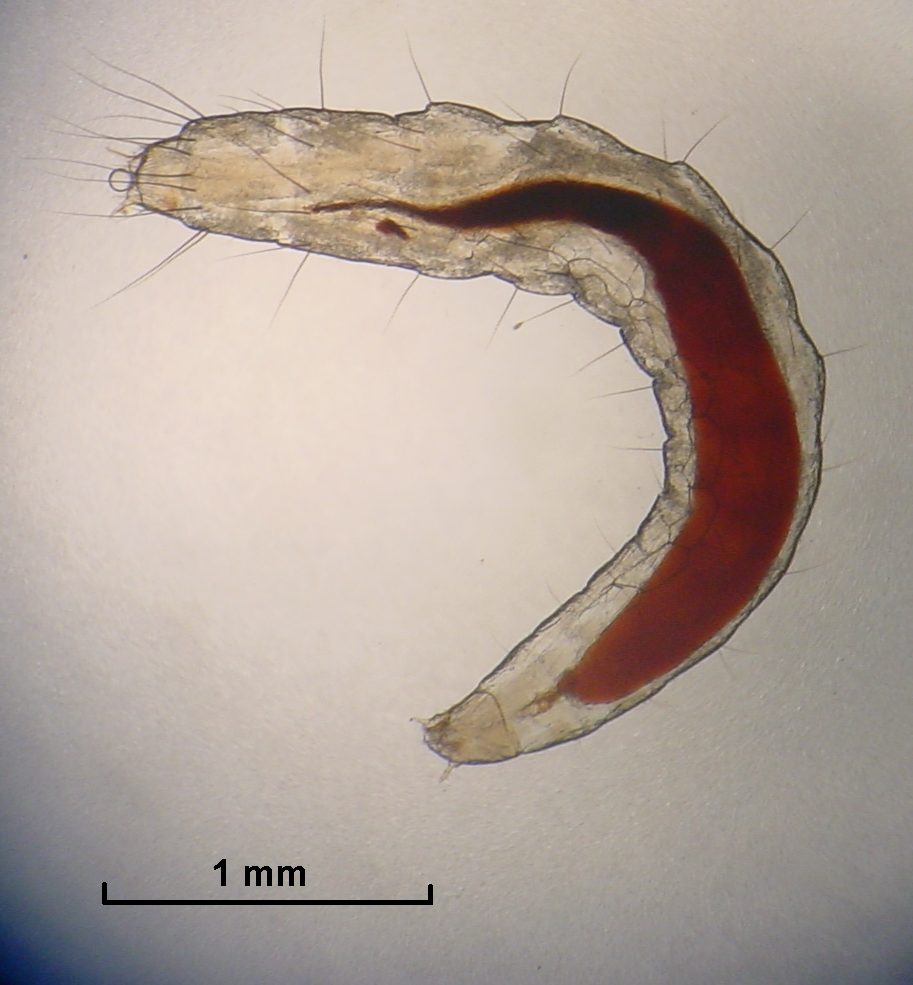
Larva mostrando sangre ingerida roja.

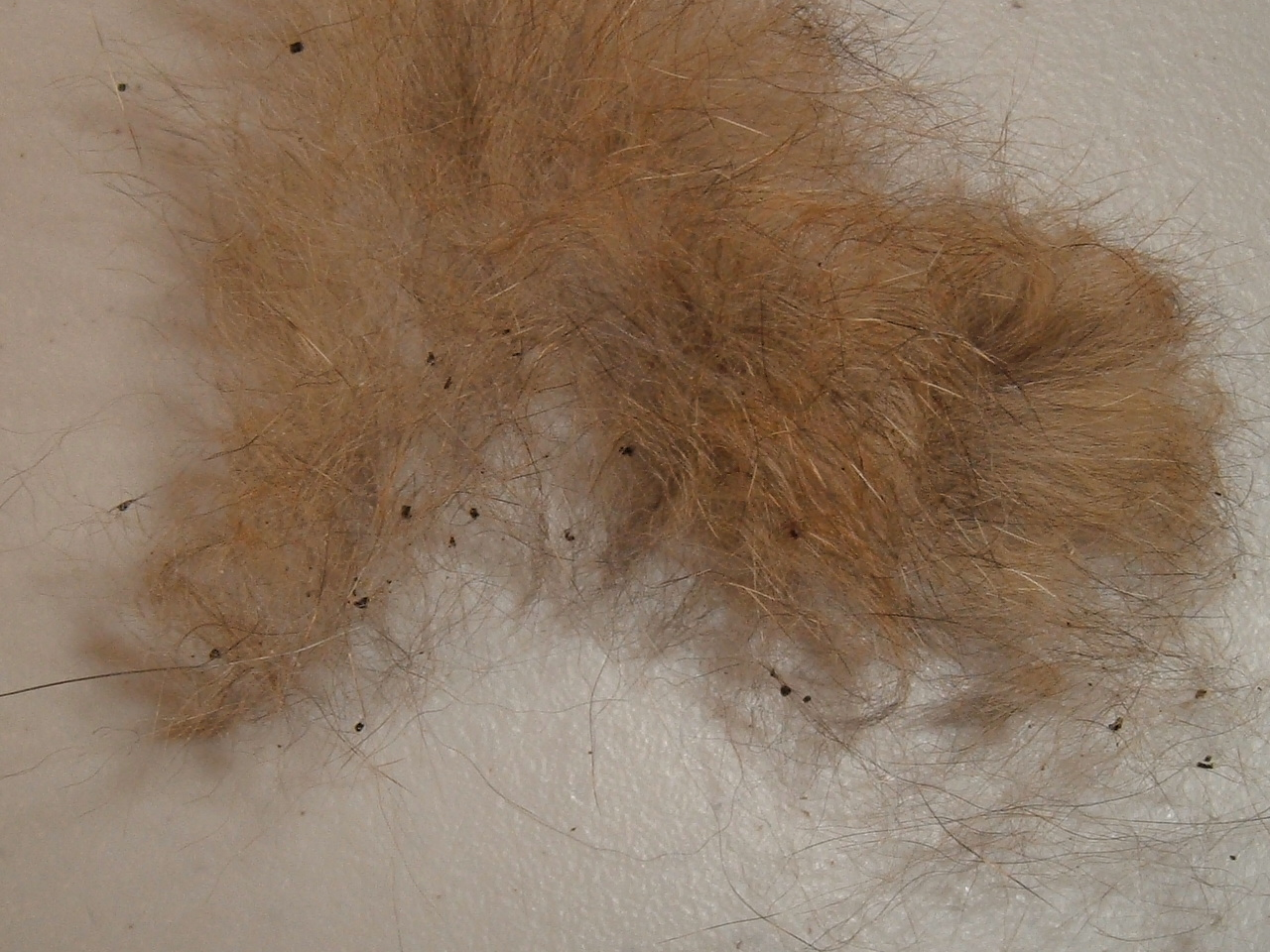
Materia fecal de pulga tras peinar a un gato.

La pulga del gato (Ctenocephalides felis) es una especie de insecto sifonáptero de la familia Pulicidae, una de las más abundantes y de mayor distribución mundial.

## Descripción
Esta pulga primariamente se hospeda en el gato doméstico, pero también infecta perros en todo el mundo; y puede mantener su ciclo de vida en otros carnívoros y en Didelphis virginiana. Conejos, roedores, rumiantes y humanos pueden infestarse o ser picados, aunque no es común que esta especie complete su ciclo en ellos.

## Ciclo de vida

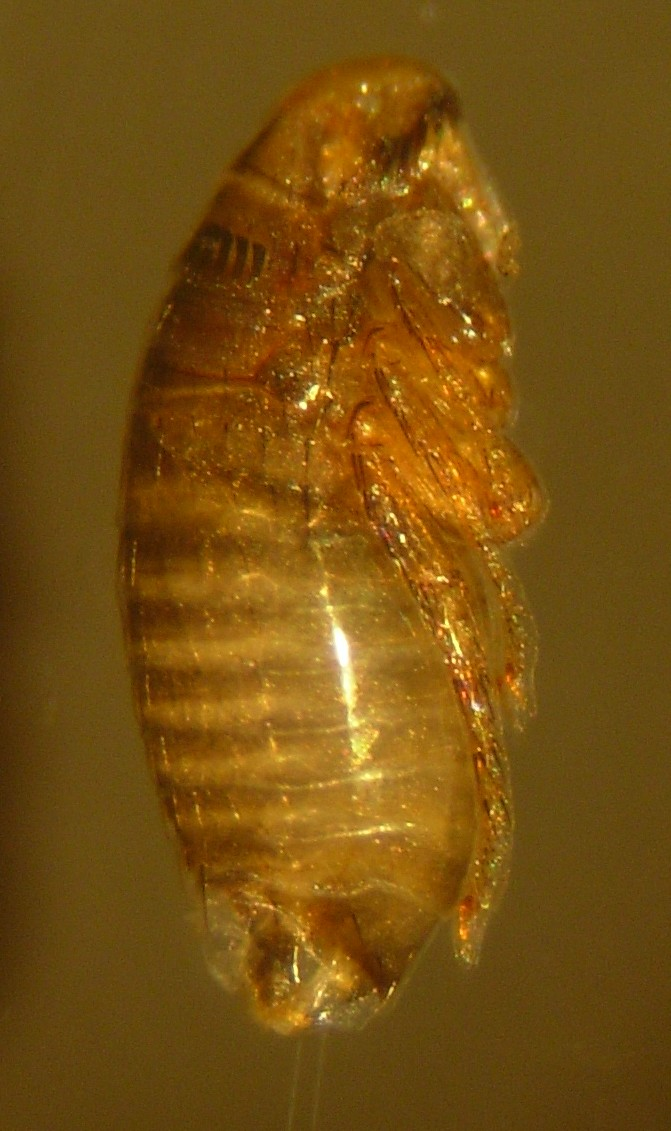
Crisálida de la pulga del perro y del gato (Ctenocephalides felis).

La hembra oviposiciona sus huevos en el huésped, pero los huevos, una vez secos pueden caer de la piel de sus huéspedes al terreno. Los huevos eclosionan en larvas, que tienen fototactismo negativo, es decir que se ocultan de la luz en el sustrato. La larva se alimenta de una variedad de materiales orgánicos, pero especialmente de sangre seca que queda en la piel del huésped al ser depositada por las pulgas adultas junto con la materia fecal. Así la población adulta alimenta a la población larvaria en el ambiente del hospedante.
La larva se metamorfosea pasando por cuatro estadios antes de tejer un capullo y de entrar en el estadio de pupa. La duración del estadio de pupa es variable. El adulto joven sólo emerge de la pupa cuando detecta la presencia de un hospedante potencial, al percibir las vibraciones o el calor. Las jóvenes pulgas tienen el estímulo de saltar hacia el huésped apenas segundos después de su emergencia del capullo. Comienzan a alimentarse en unos pocos minutos. De no encontrar huésped adecuado pueden vivir mucho tiempo en el hogar, sea en tierra, o plantas como en muebles de algarrobo o ropa de cama

.

## Efectos en el huésped
Unas pocas pulgas en los perros o gatos adultos no causan daño serio a menos que el huésped sea alérgico a las substancias en la saliva. Esta enfermedad se llama dermatitis alérgica de pulgas. Los animales pequeños atacados por gran número de pulgas pueden sufrir serios daños como deshidratación.

## Transmisión de enfermedades
Las pulgas de los gatos pueden transmitir otros parásitos e infecciones a los gatos, los perros e incluso a los humanos. Las más destacadas son la bacteria Bartonella, el gusano intestinal Dipylidium caninum, el tifus.

### Tratamiento de pulgas
- How to Rid Your Pet of Fleas from Wikihow
- Cat Flea (Ctenocephalides felis) Problem And Treatment
- Cat flea treatment
- Finding and Eliminating Fleas on Your Cat from the BBC
- Pet Products to Control Pests from the US Food and Drug Administration

- Datos: Q1736901
- Multimedia: Ctenocephalides felis / Q1736901
- Especies: Ctenocephalides felis